# Sandra Dee
Sandra Dee (* 23. April 1942 in Bayonne, New Jersey; † 20. Februar 2005 in Thousand Oaks, Kalifornien; eigentlich Alexandra Cymboliak Zuck) war eine US-amerikanische Schauspielerin. Sie feierte 1959 ihren Durchbruch mit den Filmen Solange es Menschen gibt, Die Sommerinsel und April entdeckt die Männer.

## Leben
Sandra wurde bereits als Kind von ihrer ehrgeizigen Mutter auf das Model- und Filmgewerbe „getrimmt“ und vermarktet. Die Eltern trennten sich bald, die Mutter heiratete erneut, fortan hieß die Tochter Sandra Douvan, was später bei Universal zu Dee verkürzt wurde. Im Alter von zwölf Jahren wurde sie als Kindermodel engagiert und spielte auch in verschiedenen Fernsehwerbespots. 1957 folgte ihr erster Kinoauftritt in Land ohne Männer, für den sie den Golden Globe Award als Beste Nachwuchsdarstellerin gewann. Ihr Durchbruch als Schauspielerin kam 1959 mit dem Douglas-Sirk-Film Solange es Menschen gibt an der Seite von Lana Turner; der kommerzielle Erfolg stellte sich im selben Jahr mit Die Sommerinsel an der Seite von Troy Donahue sowie mit April entdeckt die Männer ein. Sandra wurde alsbald zum beliebtesten Teenie-Star („All-American-Darling“) ihrer Zeit und spielte unter anderem an der Seite von Peter Ustinov.

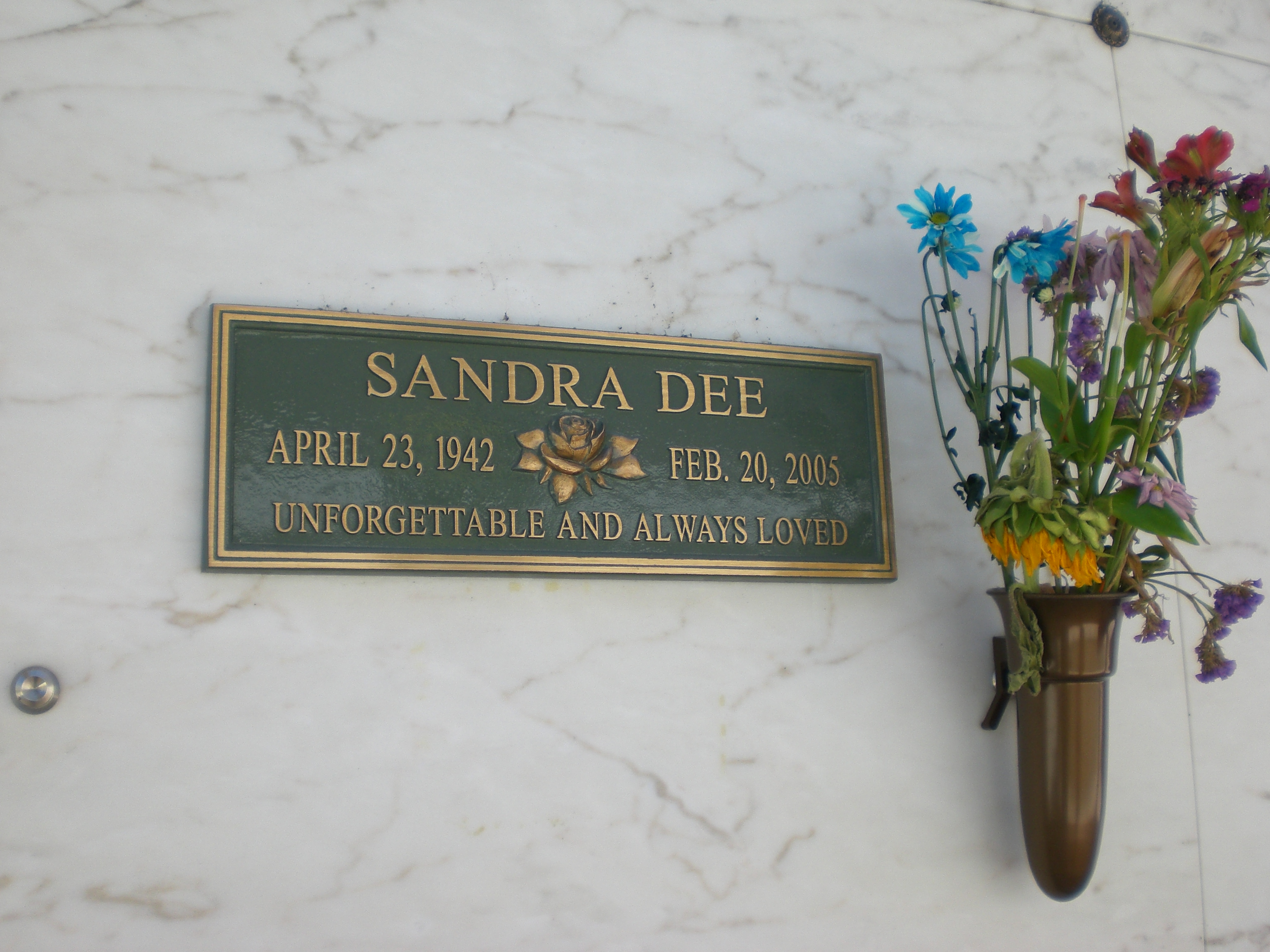
Dees Grabstelle im Forest Lawn Memorial Park

Nach ihrer Heirat mit dem Musiker, Sänger und Schauspieler Bobby Darin 1960, den sie als Partner im Film Happy-End im September kennenlernte, spielte die blonde Schauspielerin, die gerne auch als „Nachwuchs-Doris Day“ gehandelt wurde, mit ihrem Mann in mehreren seichten, aber kommerziell durchaus erfolgreichen Komödien (… gefrühstückt wird zu Hause, Das Schlafzimmer ist nebenan); ein Hollywood-Traumpaar schien in den Augen der Produzenten geboren. Aber diese Liaison währte nur kurz. Nach der Scheidung von Bobby Darin 1967 ließ Sandra Dees Erfolg nach. Mit nur 26 Jahren neigte sich ihre Karriere dem Ende zu. Das einstige Teenager-Idol war magersüchtig, verfiel zunehmend dem Alkohol und litt unter Depressionen. Ende der 1960er drehte Dee nur wenige zweitklassige Filme (Doktor – Sie machen Witze!), bevor sie sich 1971 ganz aus dem Filmbusiness zurückzog und sporadisch in Talkshows oder kleineren Fernsehfilmen auftrat. 1994 trat sie noch einmal in einer Folge von Frasier auf.
Im Jahr 2000 erkrankte sie an Kehlkopfkrebs und litt unter Niereninsuffizienz. Am 20. Februar 2005 erlag Sandra Dee nach einer Lungenentzündung mit Komplikationen in einem Krankenhaus bei Thousand Oaks, Kalifornien einem akuten Nierenversagen. Sie hinterließ einen Sohn aus ihrer Ehe mit Bobby Darin: Dodd Mitchell Cassotto (Dodd Darin), geboren 16. Dezember 1961. Anhaltende Bekanntheit erlangte sie durch den persiflierenden Song Look at Me, I’m Sandra Dee! aus dem Musical Grease 1971.
In dem Film Beyond the Sea – Musik war sein Leben aus dem Jahr 2004 wird die Geschichte von Bobby Darin (dargestellt von Kevin Spacey) und Sandra Dee (dargestellt von Kate Bosworth) erzählt.

## Filmografie (Auswahl)
- 1957: Land ohne Männer (Until They Sail)
- 1958: Was weiß Mama von Liebe? (The Reluctant Debutante)
- 1958: Zu jung (The Restless Years)
- 1959: Ein Fremder in meinen Armen (A Stranger in My Arms)
- 1959: Solange es Menschen gibt (Imitation of Life)
- 1959: April entdeckt die Männer (Gidget)
- 1959: Morgen bist du dran (The Wild and the Innocent)
- 1959: Die Sommerinsel (A Summer Place)
- 1960: Das Geheimnis der Dame in Schwarz (Portrait in Black)
- 1961: Romanoff und Julia (Romanoff and Juliet)
- 1961: Tammy Tell Me True
- 1961: Happy End im September (Come September)
- 1962: … gefrühstückt wird zu Hause (If a Man Answers)
- 1963: Sandra und der Doktor (Tammy and the Doctor)
- 1963: In Liebe eine 1 (Take Her, She’s Mine)
- 1964: So bändigt man Eva (I’d Rather Be Rich)
- 1965: Das Schlafzimmer ist nebenan (That Funny Feeling)
- 1966: Willkommen, Mister B. (A Man Could Get Killed)
- 1967: Doktor – Sie machen Witze! (Doctor, You’ve Got to Be Kidding!)
- 1967: Rosie!
- 1970: Voodoo Child (The Dunwich Horror)
- 1971–1972: Night Gallery (Fernsehserie, 3 Folgen)
- 1972: Der Mann im schwarzen Fadenkreuz (The Manhunter, Fernsehfilm)
- 1974: Houston, bitte kommen... (Houston, We’ve Got a Problem, Fernsehfilm)
- 1977/1983: Fantasy Island (Fernsehserie, 2 Folgen)
- 1978: Make-up und Pistolen (Police Woman, Fernsehserie, Folge 4x10)
- 1983: Lost
- 1994: Frasier (Fernsehserie, Folge 2x06 Frasier gegen Seattle, Stimme)
- 1998: Another World (Fernsehserie, eine Folge)